# Padáň

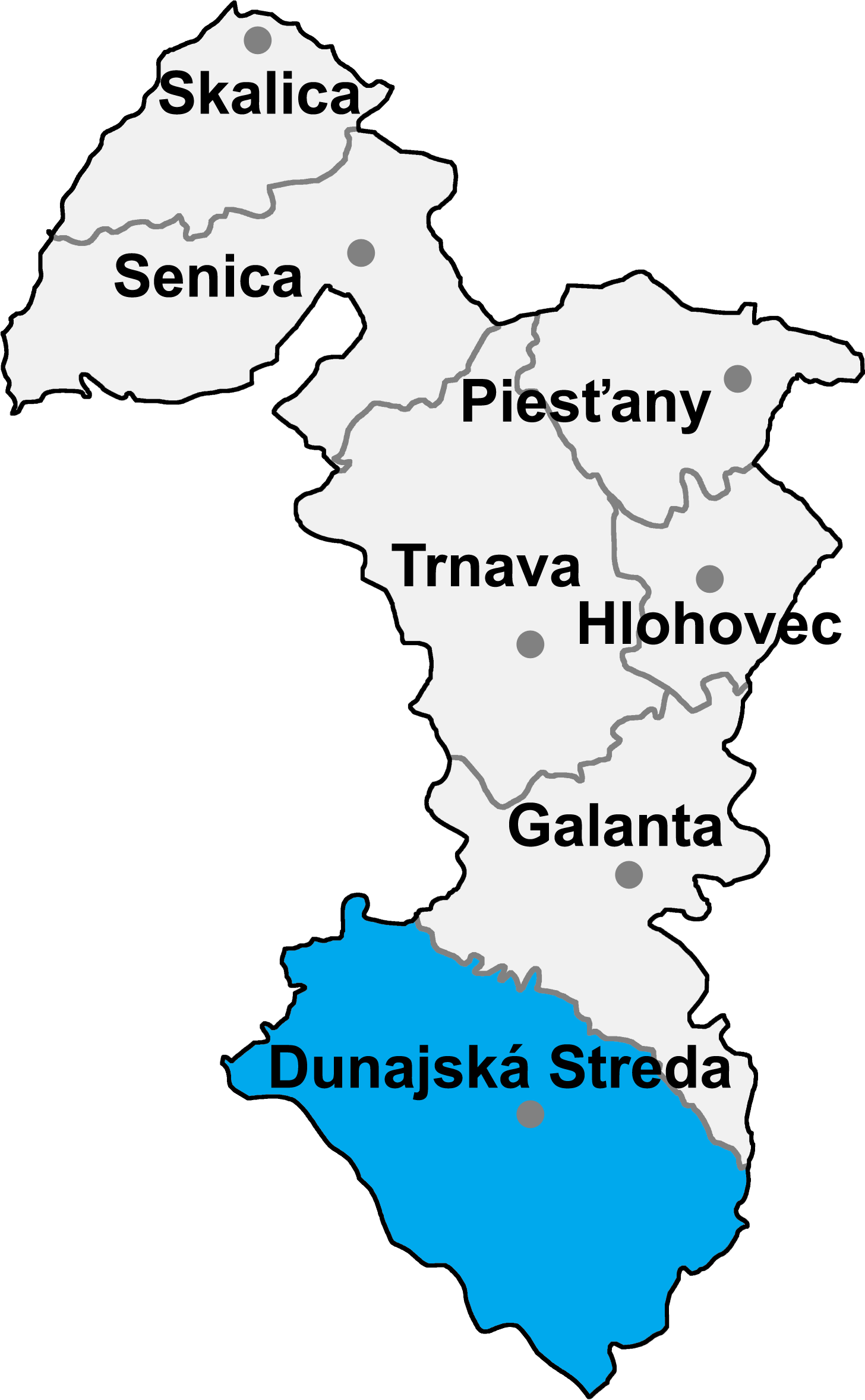
Localização de Dunajská Streda (distrito) na Trnava (região)

O Distrito eslovaco de Padáň  é um dos sessenta e quatro municípios que formam a Distrito de Dunajská Streda, situada em Região de Trnava, Eslováquia.

## Demografia
| Ano:        | 1994 | 2004    | 2014   | 2024   |
| ----------- | ---- | ------- | ------ | ------ |
| Broj ljudi: | 769  | 895     | 881    | 889    |
| Razlika:    |      | +16,38% | -1,56% | +0,90% |

| Ano:               | 2023 | 2024   |
| ------------------ | ---- | ------ |
| Número de pessoas: | 876  | 889    |
| Diferença:         |      | +1,48% |